# Aansteker

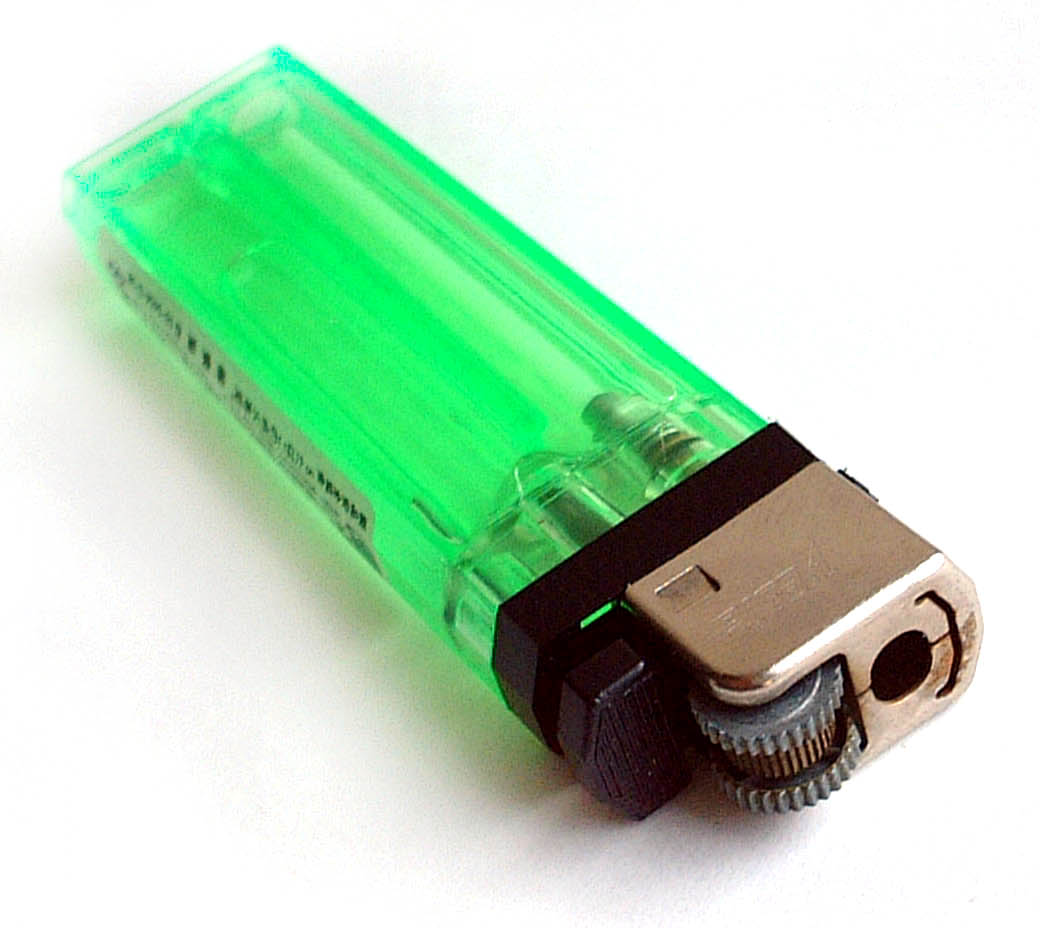
Wegwerpaansteker

Een aansteker is een busje vloeibare brandstof dat met behulp van een ontsteker ontbrand kan worden. Dit doet men meestal met als doel weer iets anders te doen ontbranden, bijvoorbeeld een sigaret of de gasbrander van een kooktoestel.
De meest voorkomende aanstekers zijn exemplaren van plastic die worden weggegooid als het reservoir leeg is, doorgaans "wegwerpaansteker" genoemd. Ze zijn gevuld met butaangas en gebruiken meestal een vuursteentje als ontsteker. Ook andere brandstoffen worden gebruikt, zoals benzine. Het voordeel van benzine als brandstof in een aansteker, is dat zo'n aansteker ook goed werkt bij kou, vocht en wind.
Tijdens de Eerste Wereldoorlog begonnen soldaten in hun vrije tijd aanstekers van gebruikte kogels te creëren. De kunstvorm waar dit onder valt wordt ook wel trench art genoemd. In die tijd kwam een van de soldaten met een plan om een schoorsteenkap in te voegen met gaten erin, om het meer windproof te maken. Het is niet bekend wie die eerste windproofversie heeft gemaakt.
Er bestaan ook aanstekers die niet met een vuursteentje werken, maar met een drukknop waarbij een elektrische vonk het gas laat ontbranden. Deze vonk wordt in bijna alle gevallen geproduceerd door een piëzo-element. Het bekendste type aansteker met piëzo-element is de turboaansteker waarvan de vlam ook bij harde wind blijft branden.

## Auto
In een auto kan een sigarettenaanstekercontact gemonteerd zijn. Dit is een stopcontact waarin een aanstekerplug met een gloeispiraal geduwd kan worden, zodat de stroom van de accu de spiraal heet maakt. Daarna kan de plug gebruikt worden als aansteker.
Hoewel het contact daar aanvankelijk niet voor bedoeld is, wordt het meestal gebruikt voor het aansluiten van diverse elektrische apparaten. Die apparaten werken dan op 12 volt, de gebruikelijke boordspanning in een auto, en zijn voorzien van een autostekker of carplug. Het sigarettenaanstekercontact is gestandaardiseerd, iedere autostekker past erin.

## Soorten aanstekers

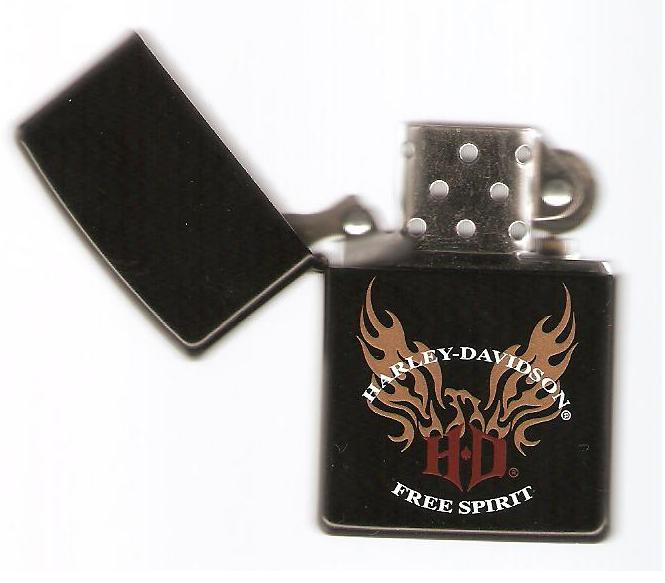
Een Zippo-aansteker
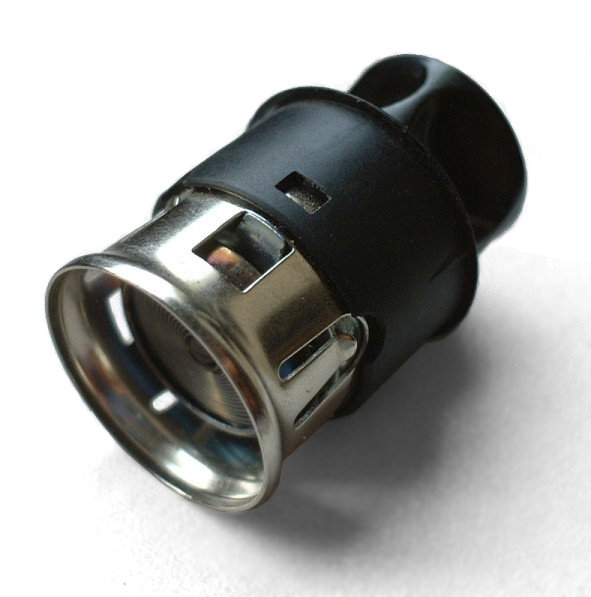
Contact voor een aansteker in de auto
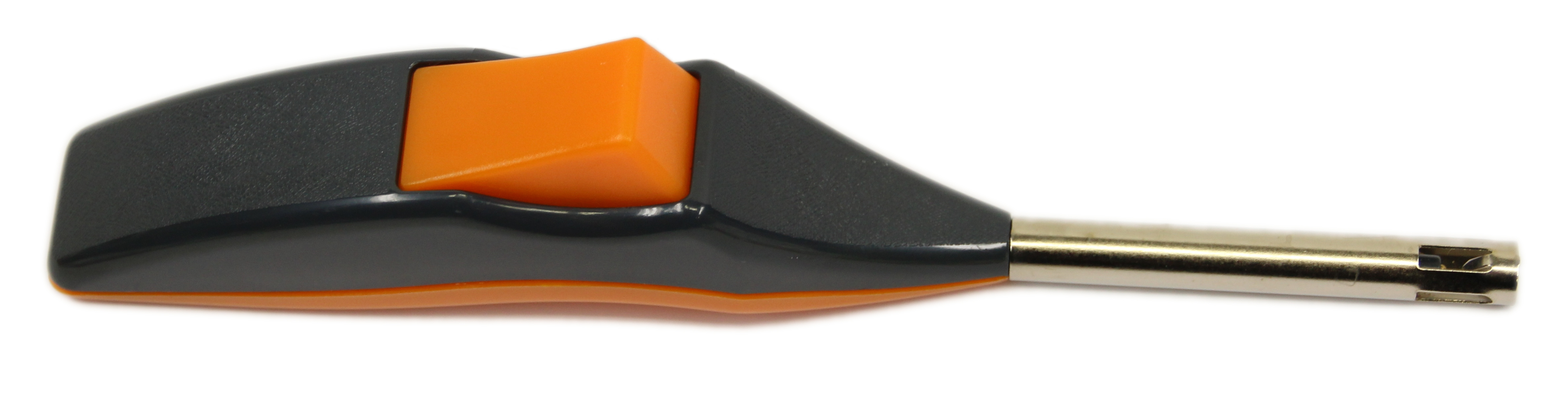
Gasaansteker